# Trichoglossus haematodus
Trichoglossus haematodus là một loài vẹt Úc được tìm thấy ở Úc, Indonesia (miền đông Maluku và Tây New Guinea), Papua New Guinea, New Caledonia, quần đảo Solomon và Vanuatu. Ở Úc, dọc theo bờ biển phía đông, từ Queensland tới Nam Úc và phía tây bắc Tasmania. Môi trường sống của nó là rừng nhiệt đới, khu vực ven biển bụi và đất trồng cây. Một số đơn vị phân loại truyền thống được liệt kê như phân loài của choglossus haematodus đang ngày càng được coi là loài riêng biệt (xem phân loại tư duy).
choglossus haematodus đã được du nhập thiệu vào Perth - Western Australia, Auckland - New Zealand, and Hong Kong. Trung Quốc.

## Hình ảnh

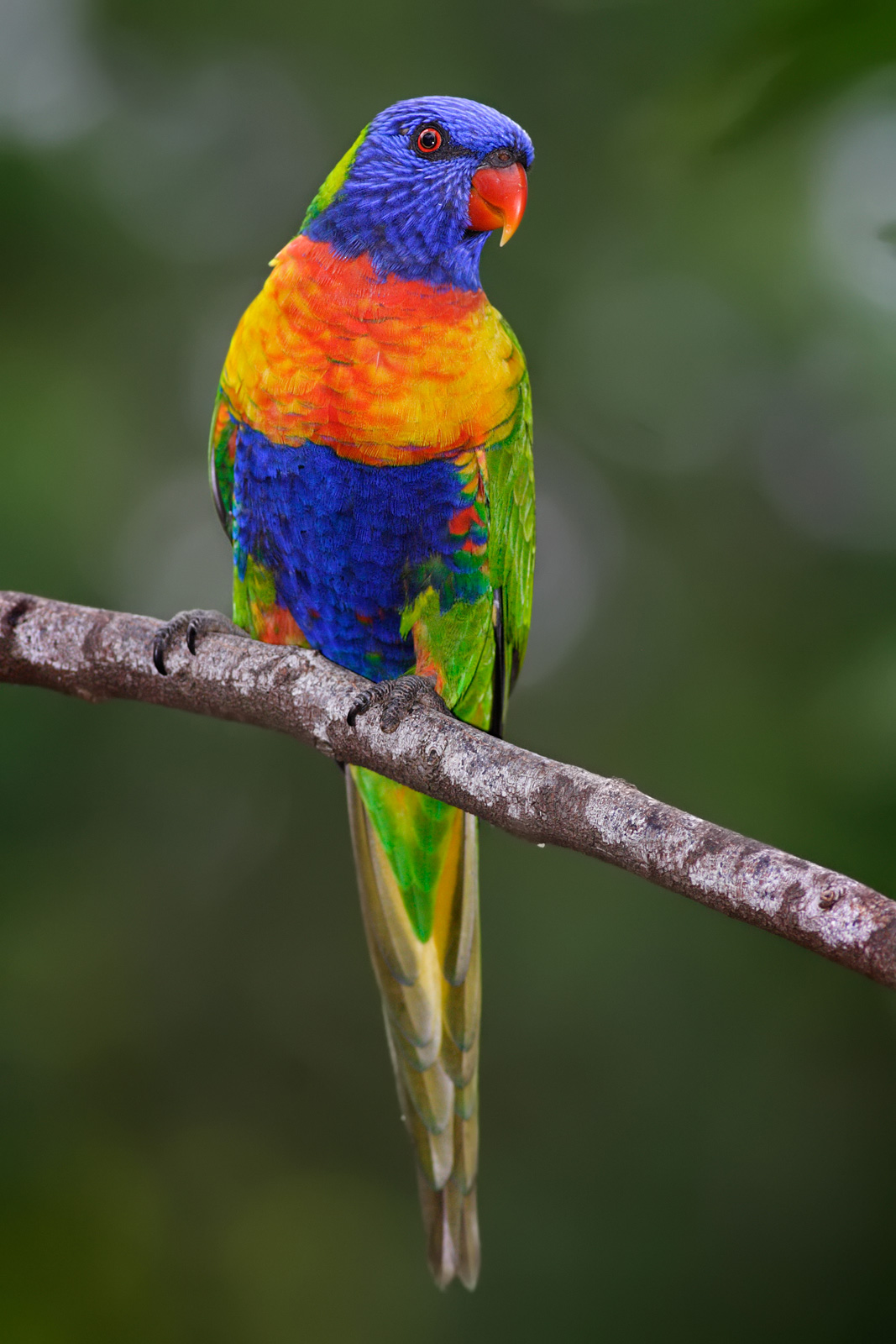
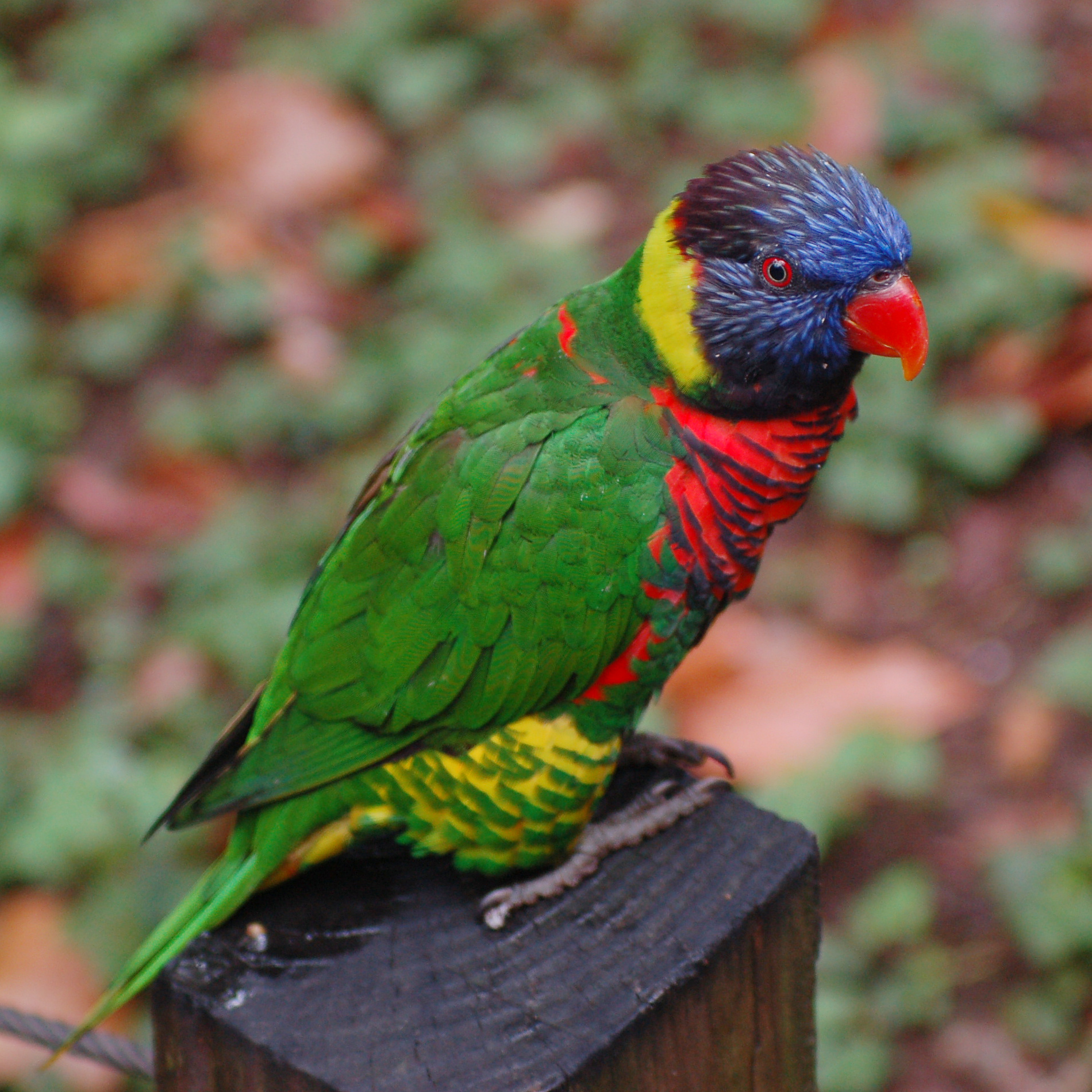
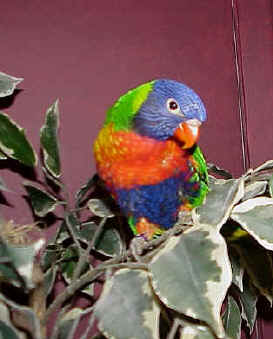
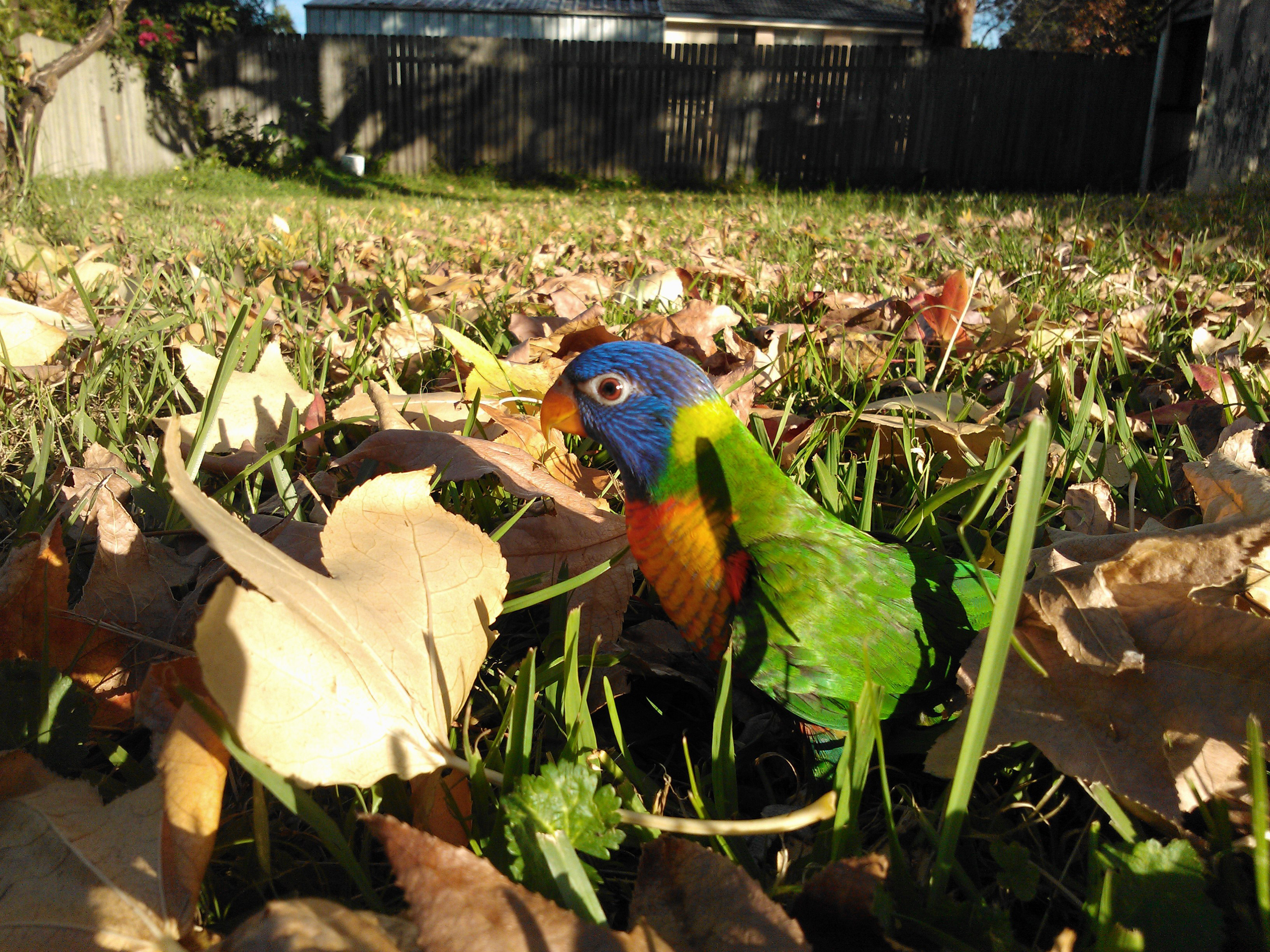
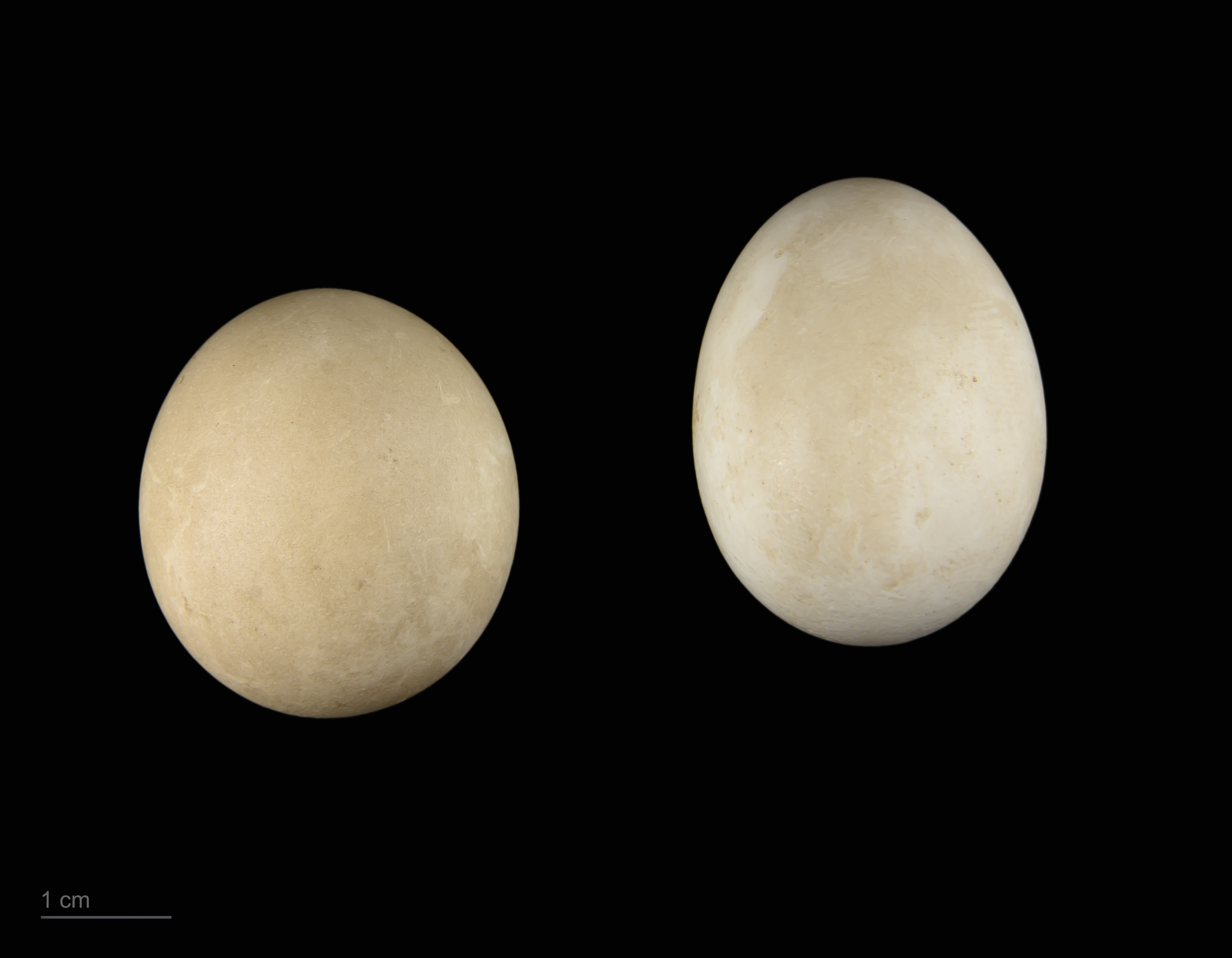
Museum specimen